# دورندورف
دورندورف (به آلمانی: Dorndorf) یک منطقهٔ مسکونی در آلمان است که در Krayenberggemeinde واقع شده‌است. دورندورف ۲٬۴۳۴ نفر جمعیت دارد.